# Кампобасо (провинция)
Кампобасо (на италиански: Provincia di Campobasso) е провинция в Италия, в региона Молизе.
Площта ѝ е 2909 км², а населението – около 232 000 души (2007). Провинцията включва 84 общини, административен център е град Кампобасо.

## Административно деление
Провинцията се състои от 84 общини:
- Кампобасо
- Акуавива Колекроче
- Баранело
- Бонефро
- Бояно
- Бусо
- Винкиатуро
- Гамбатеза
- Гуардиалфиера
- Гуардиареджа
- Гульонези
- Джилдоне
- Дурония
- Йелси
- Казакаленда
- Казалчипрано
- Камподипиетра
- Кампокиаро
- Камполието
- Кампомарино
- Кастелботачо
- Кастелино дел Биферно
- Кастелмауро
- Кастропиняно
- Коле д'Анкизе
- Колеторто
- Ларино
- Лимозано
- Лупара
- Лучито
- Макия Валфорторе
- Матриче
- Мафалда
- Мирабело Санитико
- Молизе
- Моначилиони
- Монтагано
- Монтелонго
- Монтемитро
- Монтенеро ди Бизача
- Монтефалконе нел Санио
- Монтечилфоне
- Монторио ней Френтани
- Мороне дел Санио
- Оратино
- Палата
- Петачато
- Петрела Тифернина
- Пиетракатела
- Пиетракупа
- Портоканоне
- Провиденти
- Рипаботони
- Рипалимозани
- Рича
- Рокавивара
- Ротело
- Салчито
- Сан Биазе
- Сан Джакомо дели Скиавони
- Сан Джовани ин Галдо
- Сан Джулиано дел Санио
- Сан Джулиано ди Пуля
- Сан Мартино ин Пенсилис
- Сан Масимо
- Сан Поло Матезе
- Сан Феличе дел Молизе
- Сант'Анджело Лимозано
- Сант'Елия а Пианизи
- Санта Кроче ди Маляно
- Сепино
- Спинете
- Тавена
- Термоли
- Торела дел Санио
- Торо
- Тривенто
- Туфара
- Урури
- Ферацано
- Фосалто
- Черчемаджоре
- Черчепикола
- Чивитакампомарано